# Pseudophilautus reticulatus
Espèce
Synonymes
- Polypedates reticulatus Günther, 1864
- Philautus reticulatus (Günther, 1864)

Statut de conservation UICN

 EN B1ab(iii)+2ab(iii) : En danger
Pseudophilautus reticulatus est une espèce d'amphibiens de la famille des Rhacophoridae.

## Répartition
Cette espèce est endémique du centre et du Sud-Ouest du Sri Lanka. Elle se rencontre entre 30 et 900 m d'altitude,.

## Publication originale
- Günther, 1864 : The reptiles of British India., London, Ray Society by R. Hardwicke, p. 1-452 (texte intégral).